# Lukaskirche (Birkenheide)
Die Lukaskirche ist ein als Kulturdenkmal geschütztes protestantisches Kirchengebäude im rheinland-pfälzischen Birkenheide. Die 1951 eingeweihte Diasporakapelle ist ein Typenbau aus dem Serienkirchen-Folgeprogramm der Notkirchen von Otto Bartning.

## Geschichte
Der 1936 unter dem Namen Großsiedlung Hundertmorgen gegründete Ort wurde zunächst von den protestantischen Pfarrämtern in Weisenheim am Sand, Maxdorf und Erpolzheim mitbetreut. Als Gottesdiensträume wurden ab 1947 zunächst die Schulbaracke und später das Arbeiterwohlfahrtshaus genutzt.
Ein eigener Pfarrbezirk wurde von der Evangelischen Kirche der Pfalz am 1. Dezember 1950 unter der Bezeichnung Vikariat Weisenheim am Sand eingerichtet; er umfasste die Kirchengemeinden Birkenheide und Maxdorf II (BASF-Siedlung). Mittlerweile ist die Kirchengemeinde Maxdorf II mit der Gemeinde Maxdorf zusammengelegt, während die Lukaskirchengemeinde Birkenheide mit der Gemeinde Ellerstadt zusammengelegt wurde.
Der Grundstein für die zunächst als Diasporakapelle bezeichnete Lukaskirche wurde am 14. Oktober 1951 gelegt, die Einweihung der Kirche erfolgte nach acht Wochen Bauzeit am 9. Dezember 1951. Das Gebäude wurde 1978 renoviert.

## Beschreibung
Die Kirche ist ein rechteckiger Holzbau mit integriertem Gemeindesaal unter einem Satteldach. Beide Giebelseiten sind als Fensterfronten ausgeführt. Der Altar befindet sich in einem verschließbaren Wandschrank, damit die Kirche auch für profane Zwecke genutzt werden kann. Auf einer Nutzfläche von 196 m² finden 200 Gottesdienstbesucher Platz. Mittig auf dem Dach befindet sich ein Dachreiter für die einzige Glocke der Kirche; sie wurde 1913 von der Gießerei Hamm in Frankenthal gegossen, wiegt 90,5 kg und ist auf F gestimmt.
Die 1953 von der Firma Gebrüder Oberlinger aus Windesheim gebaute Orgel umfasst vier Register mit mechanischer Traktur und Pedalkoppel.